# Storbuskär
Storbuskär med Kårskär är en ö i Åland (Finland). Den ligger i Skärgårdshavet och i kommunen Kökar i landskapet Åland, i den sydvästra delen av landet. Ön ligger omkring 64 kilometer öster om Mariehamn och omkring 220 kilometer väster om Helsingfors.
Öns area är 28,4 hektar och dess största längd är 1,2 kilometer i öst-västlig riktning.

## Delöar och uddar
- Storbuskär 59°56′32″N 21°03′10″Ö / 59.94211°N 21.0527°Ö
- Kårskär 59°56′42″N 21°02′40″Ö / 59.94495°N 21.04435°Ö